# 이병직
이병직(1920년 11월 12일~1995년 3월 15일)은 대한민국의 의사 출신 정치인이다. 제11·12대 국회의원을 지냈다.

## 역대 선거 결과
|  | 32.15% |

|  | 31.45% |